# Roque Madrid
Roque Madrid (Torre-Pacheco, 12 de octubre de 1976) es un productor y director de cine español. Su última película se titula El regreso de Elías Urquijo.

## Filmografía

### Películas
- El regreso de Elías Urquijo (2012)
- Escóndete (2012)

### Cortometraje
- El turno de noche (2014)
- The blue dress (2013)
- Holden (2012)
- Se vende perro que habla, 10 euros (2012)
- Un regalo para papá (2006)
- ¿Y tú? (2006)

### Televisión
- Finding Little Italy (2016)
- Explorers (2007)